# Mogánite
La mogánite è un minerale.

## Etimologia
Il nome deriva dalla località di scoperta: Mogán, località delle isole Canarie.